# 中津站 (大阪市高速電氣軌道)
中津站（日语：／ Nakatsu eki */?）是位於大阪府大阪市北區中津一丁目，屬於大阪市高速電氣軌道（大阪地下鐵）的鐵路車站。車站編號是M15。
此站距離阪急電鐵的中津站約300公尺，沒有轉乘導覽。過去阪神電氣鐵道北大阪線曾通過附近，該線也設有中津站（鄰近阪急的中津站），但廢除後便不復存在。
包括車內廣播，發音時讀作「なかつ」，採用強調「な」的京阪式口音。中津站（日豐本線）則讀作「なかつ」。

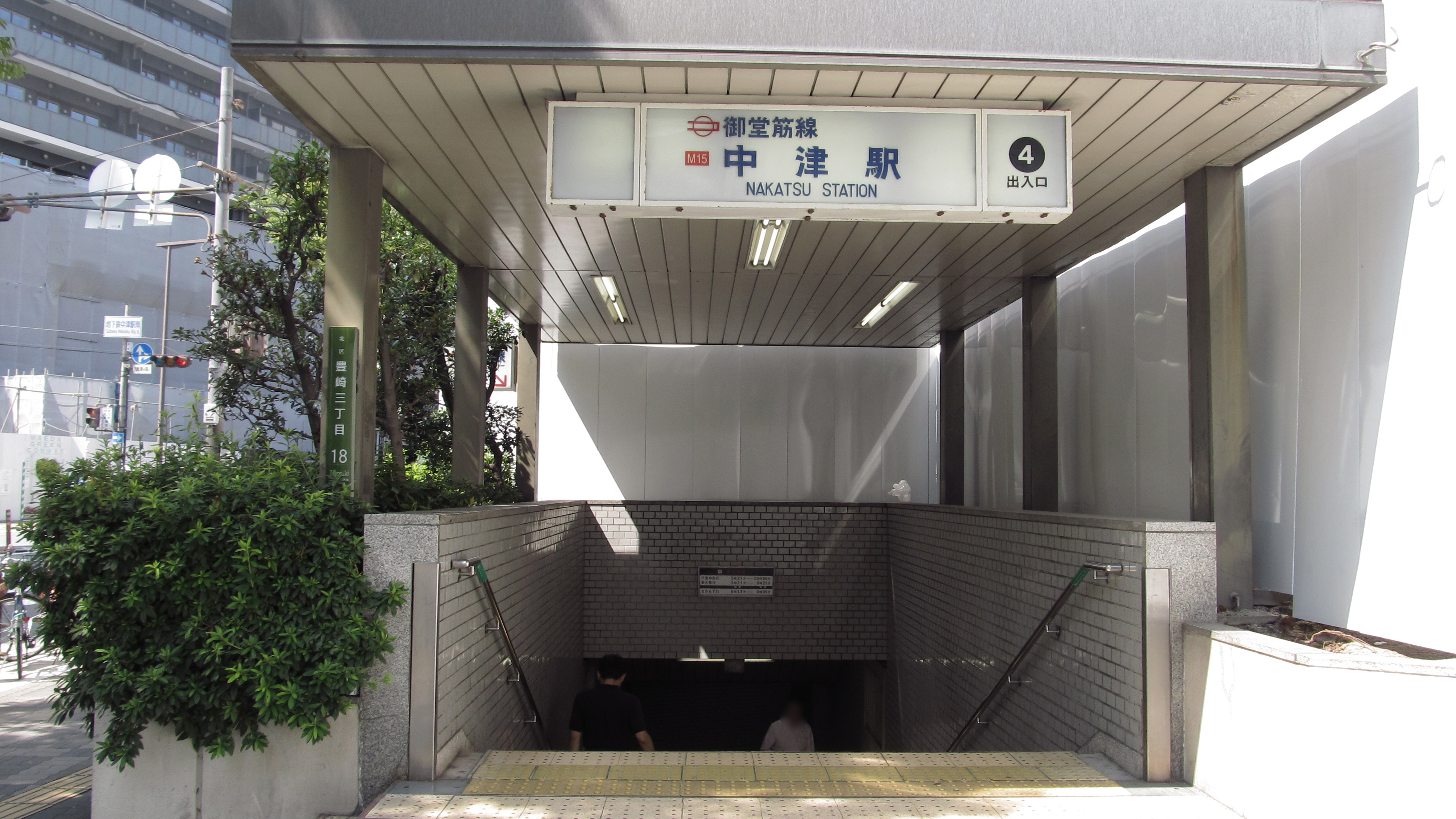
4號出入口(2014年7月)

## 車站構造
本站為島式月台1面2線的地下車站，往千里中央方向設有Y字型之折返線。車站共設三個檢票口，分別為北北檢票口、北南檢票口和南檢票口。

### 月台配置
| 月台 | 路線     | 目的地                           |
| ---- | -------- | -------------------------------- |
| 1    | 御堂筋線 | 梅田、難波、天王寺、中百舌鳥方向 |
| 2    | 御堂筋線 | 新大阪、江坂、箕面萱野方向       |

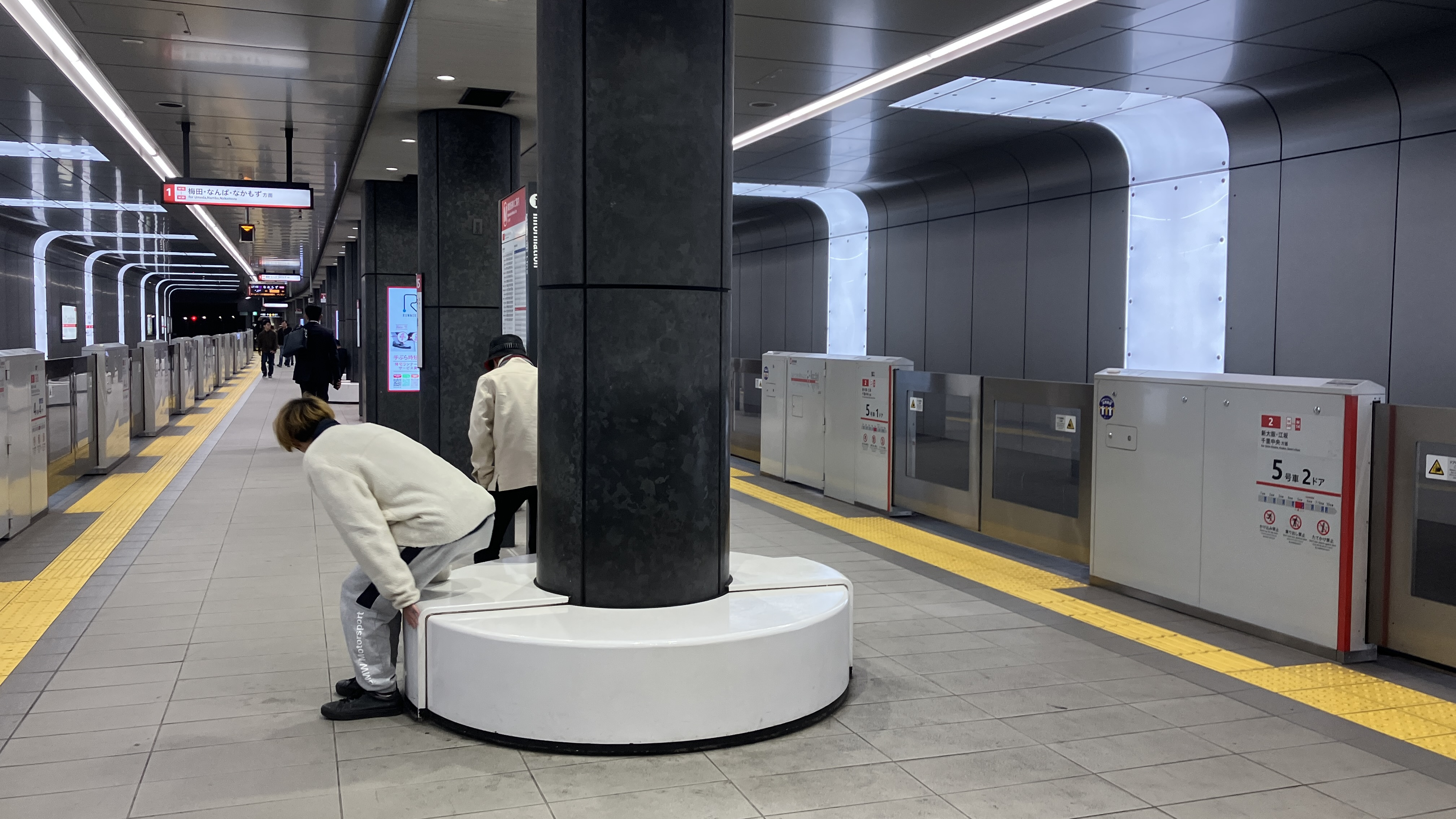
月台（2023年11月）
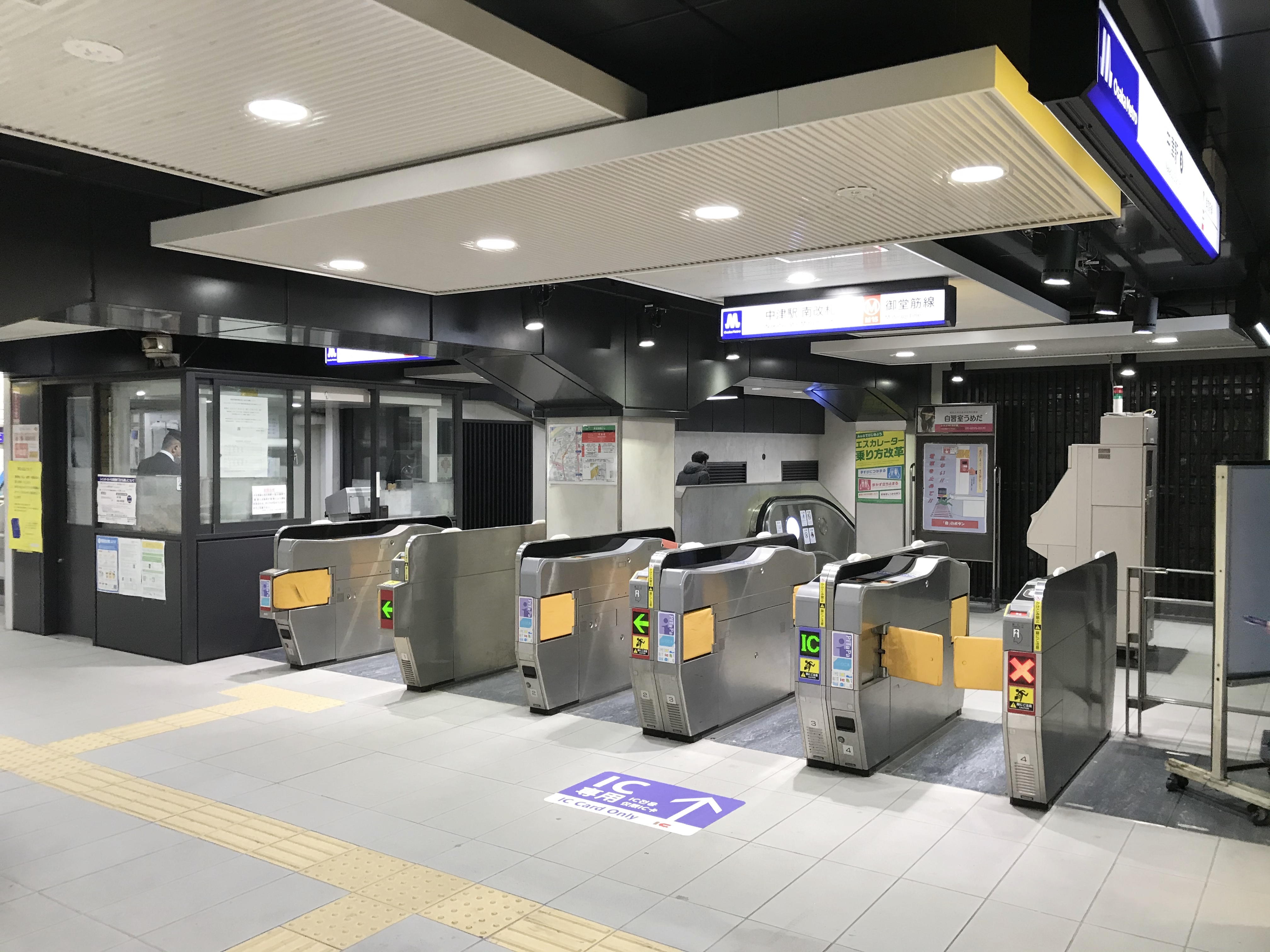
南驗票閘口（2020年2月）
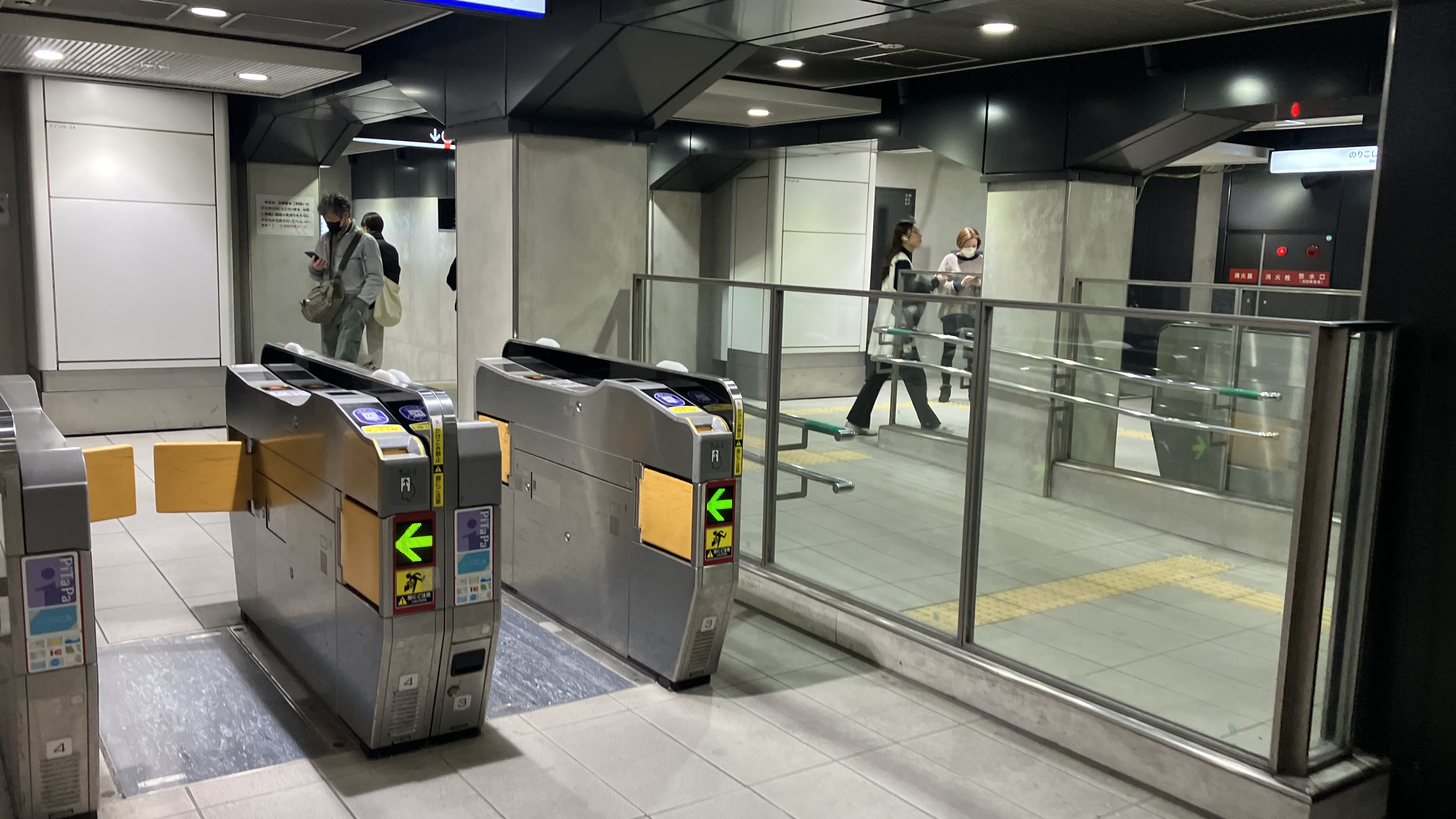
北南驗票閘口（2023年11月）
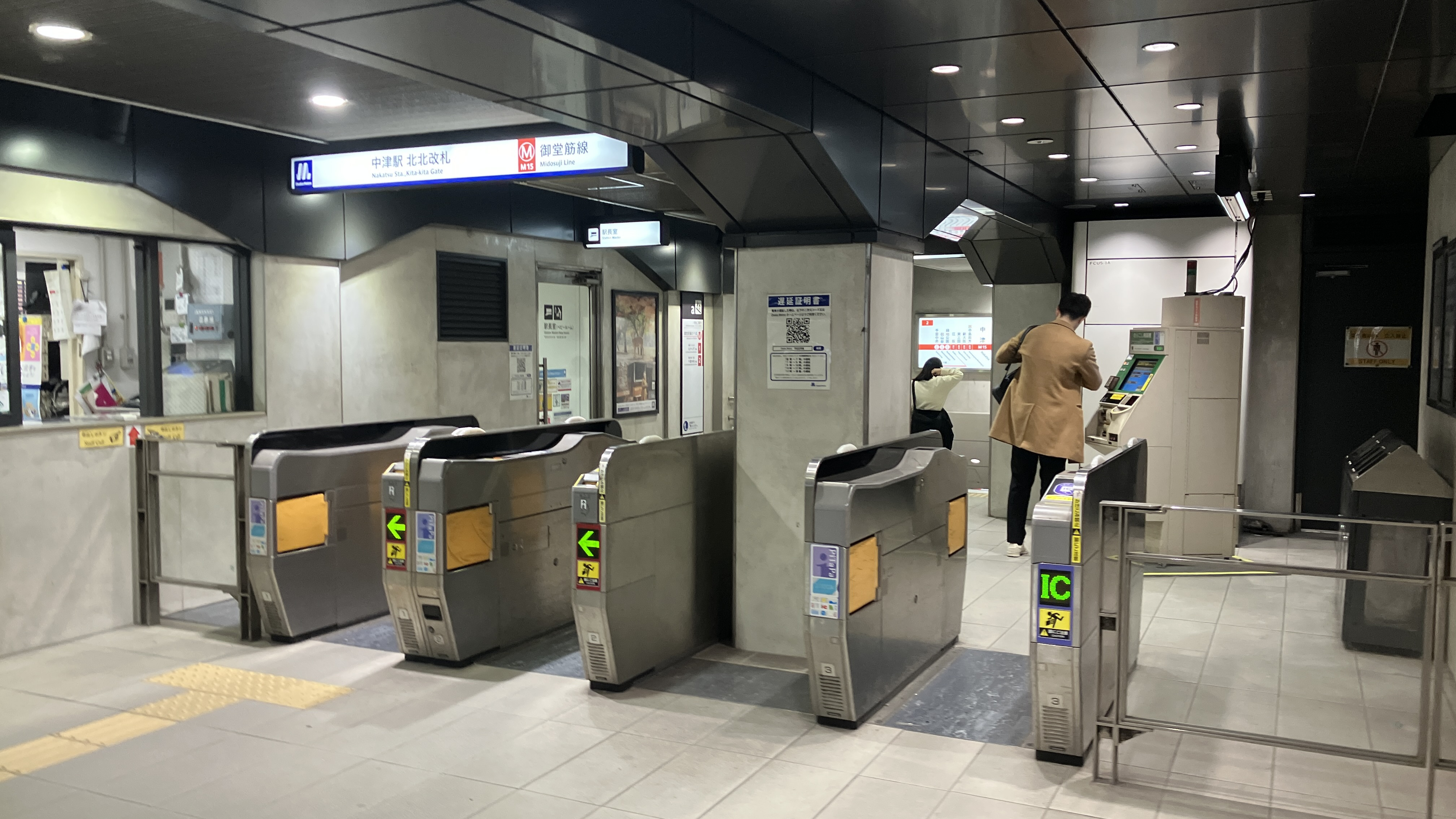
北北驗票閘口（2023年11月）

## 利用狀況
2018年11月13日1日上下車人次為40,678人（上車人次：20,290人，下車人次：20,388人）。
| 年度   | 調查日   | 上車人次 | 下車人次 | 上下車人次 |
| ------ | -------- | -------- | -------- | ---------- |
| 1990年 | 11月06日 | 22,585   | 22,826   | 45,411     |
| 1995年 | 2月15日  | 22,612   | 22,563   | 45,175     |
| 1998年 | 11月10日 | 21,479   | 24,020   | 45,499     |
| 2007年 | 11月13日 | 20,610   | 21,230   | 41,840     |
| 2008年 | 11月11日 | 19,795   | 20,567   | 40,362     |
| 2009年 | 11月10日 | 20,384   | 20,763   | 41,147     |
| 2010年 | 11月09日 | 20,141   | 20,768   | 40,909     |
| 2011年 | 11月08日 | 19,845   | 20,319   | 40,164     |
| 2012年 | 11月13日 | 20,580   | 20,954   | 41,534     |
| 2013年 | 11月19日 | 19,447   | 19,835   | 39,282     |
| 2014年 | 11月11日 | 19,024   | 19,279   | 38,303     |
| 2015年 | 11月17日 | 20,250   | 20,298   | 40,548     |
| 2016年 | 11月08日 | 20,009   | 19,864   | 39,873     |
| 2017年 | 11月14日 | 20,301   | 20,109   | 40,410     |
| 2018年 | 11月13日 | 20,290   | 20,388   | 40,678     |

## 歷史
- 1964年9月24日：伴隨大阪市交通局1號線（御堂筋線）梅田至新大阪段的啟用，車站開業。

## 相鄰車站
大阪市高速電氣軌道（大阪地下鐵）
 御堂筋線
西中島南方（M14）－中津（M15）－梅田（M16）

## 外部連結
- 車站Guide：中津 - Osaka Metro